# Irlandezi
Irlandezii (în irlandeză Muintir na hÉireann, na hÉireannaigh, na Gaeil) sunt un popor celtic, care își au originile pe insula Irlanda. Irlanda este populatǎ de circa 9000 de ani, iar legendele spun cǎ ei ar fi provenit de la niște ființe fabuloase ca: Nemedieni, Fomori, Fir Bol, Tuatha Dé și Milesieni. Limba naționalǎ este Limba irlandeză, însǎ predominant se folosește engleza.

## Istorie
Irlanda și Irlanda de Nord
     + 1.000.000
     + 100.000
     + 10.000
     + 1.000

Persoane de origine irlandeză după țară
Irlanda și Irlanda de Nord
+ 1.000.000
+ 100.000
+ 10.000
+ 1.000

Pe parcursul al secolului al V-lea Irlanda a fost creștinatǎ, un important rol în aceastǎ misiune sfântǎ l-a avut Sfântul Patrick. Acest proces a avut loc destul de pașnic, aparent din cauza faptului că casta sacerdotală a druizilor, după numeroasele înfrangeri a celților din partea romanilor, pierzîndu-și credibilitatea. Ca urmare a unui astfel de proces pașnic de adoptare a creștinismului, Irlanda a fost unul dintre puținele culturi în care patrimoniul păgân nu a fost respins, ci cu grijă pǎstrat în mănăstirile creștine.
Epoca de aur a vieții culturale și economice a Irlandei, a fost întreruptǎ de o masivă invazie vikingǎ în secolele IX-XI. Vikingii capturau orașele de pe coastă. Supremația vikingilor a cǎzut după bătălia de la Clontarf din 1014. Această victorie a fost obținutǎ de regele suprem Brian Boru, care însǎ a căzut în lupta memorabilă.
În 1169 începe cucerirea Normandǎ a Irlandei. Expediția contelui Richard Strongbow, a început la cererea regelui Leinster-ului Dermott MacMorrow, expediția a debarcat în apropierea Wexford. De-a lungul urmǎtoarelor secole, normanzii au condus societate irlandezǎ, atât militar cât și economic. Învățând cultura irlandezǎ, aceștia au fuzionat complet cu populația indigenǎ a insulei.
Deși în mod oficial Irlanda devine parte a Regatului Angliei doar din timpul lui Henric al II-lea, colonizarea activă a insulei a fost începutǎ după cucerirea Irlandei de cǎtre Oliver Cromwell în 1649. În timpul colonizǎrii britanice aproape toate terenurile de pe insulǎ au fost împǎrțite între lorzii englezi, iar irlandezii catolici au devenit chiriași fără drept de vot. Limba irlandeză a fost persecutatǎ, iar cultura celtică distrusǎ.